# Ólafur Arnalds

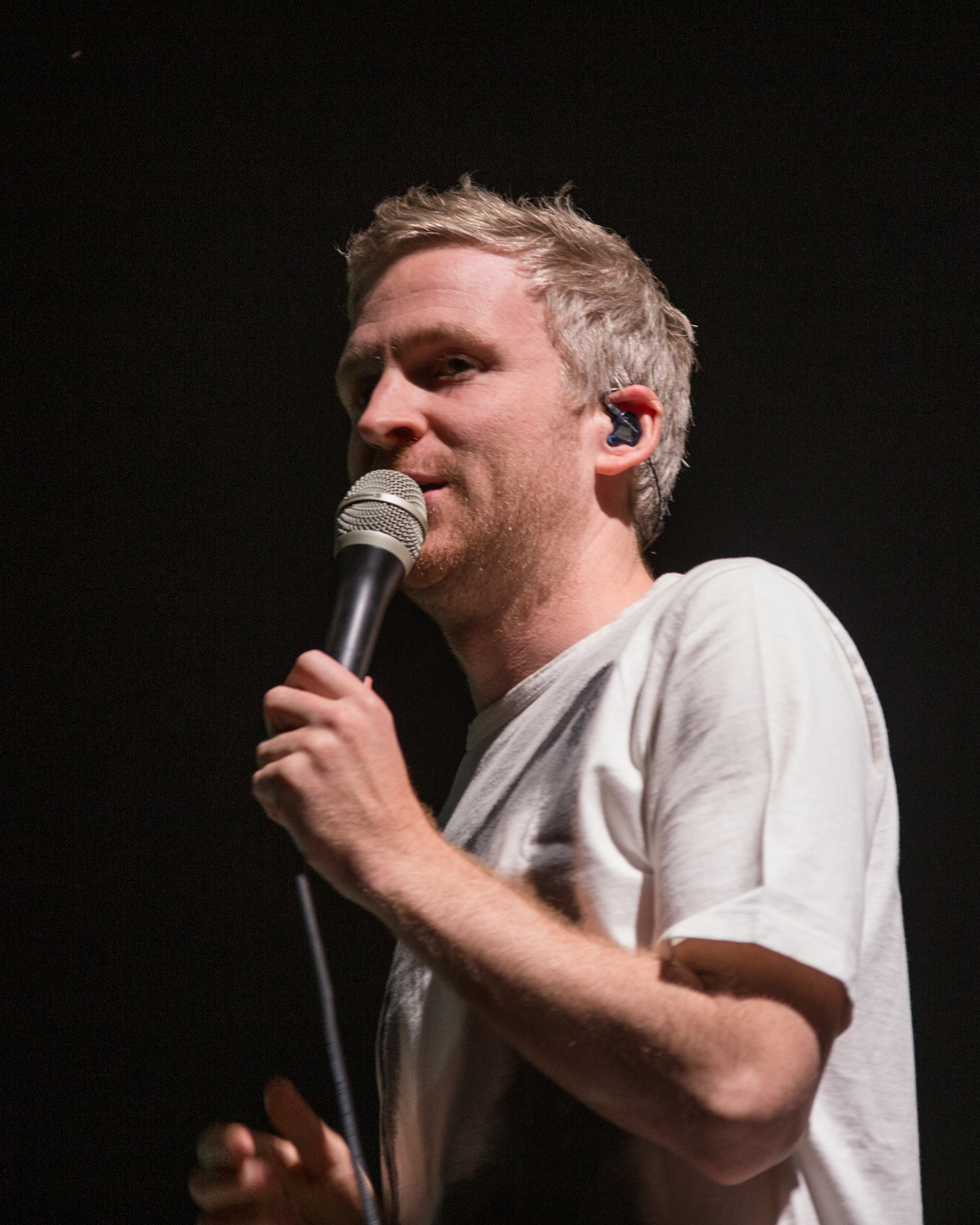
Ólafur Arnalds 2019 beim Rudolstadt-Festival.

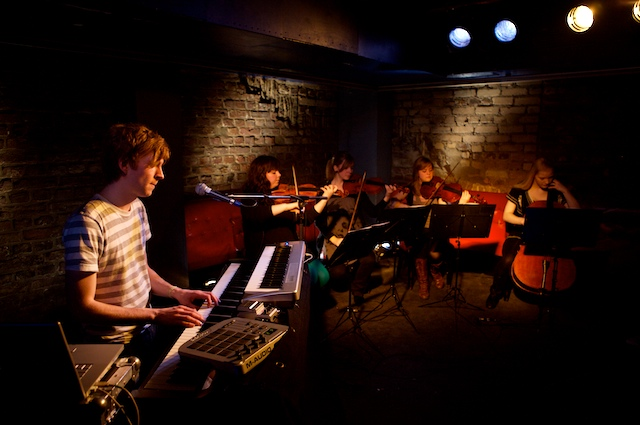
Ólafur Arnalds 2008 in Köln

Ólafur Arnalds ['ou:lavʏr 'ardnalts] (* 3. November 1986 in Mosfellsbær) ist ein isländischer Multiinstrumentalist und Produzent. Er war Mitglied mehrerer Bands und ist seit 2007 hauptsächlich als Solomusiker tätig. Seine Kompositionen bewegen sich zwischen Indie, Neo-Klassik und elektronischer Musik.

## Werdegang
Ólafur begann in früher Kindheit mit dem Erlernen von Schlagzeug, Piano und anderen Instrumenten. In seiner Jugend spielte er Schlagzeug in Hardcore-Bands, darunter Fighting Shit und Celestine. Bald zeigte er erstes Interesse am Komponieren, insbesondere am Schreiben von Filmmusik. Mit 18 Jahren begann er Musiktheorie und Komposition zu studieren, brach das Studium jedoch bald ab. Als Grund dafür führte er den Elitarismus der klassischen Musikszene an.
Am 12. Oktober 2007 erschien Ólafurs erstes Soloalbum Eulogy for Evolution, das vom Tod seines Onkels und der Geburt dessen Enkels beeinflusst wurde. 2008 begleitete er die Band Sigur Rós als Vorgruppe auf ihrer Tournee. Seit Oktober 2008 widmet er sich außerdem gemeinsam mit Janus Rasmussen dem Minimal-Techno-Projekt Kiasmos.
Im April 2009 veröffentlichte Ólafur das aus sieben Songs bestehende Projekt Found Songs. Ziel war es, binnen sieben Tagen täglich einen Song aufzunehmen und diesen sofort via Twitter und Facebook zu verbreiten. Fans war es anschließend möglich, durch die Musik inspirierte künstlerische Arbeiten auf Flickr zu veröffentlichen. Die Stücke des Found-Songs-Projekts wurden anschließend als EP am 28. August 2009 veröffentlicht.
In Zusammenarbeit mit Barði Jóhannson (Bang Gang) entstand die Musikbegleitung zu Dyad 1909, einer Produktion des Random-Dance-Projektes von Wayne McGregor. Am 4. Dezember 2009 wurde die Musik als gleichnamiges Album veröffentlicht.
Ólafur arbeitet häufig mit anderen Bands zusammen. So spielte er unter anderem Banjo, Gitarre und Piano für das Soloprojekt My Summer as a Salvation Soldier eines Freundes. Er komponierte verschiedene Intros und Outros für die Heaven-Shall-Burn-Alben Antigone, Iconoclast (Part 1: The Final Resistance), Invictus (Iconoclast III) und The Split Program II. Für 65daysofstatic schrieb er ein Streicherarrangement.
2012 wurde mit Another Happy Day Ólafurs erster Soundtrack für einen Hollywood-Film veröffentlicht. Das Familiendrama mit Ellen Barkin, Kate Bosworth und Demi Moore ist das Kino-Debüt von Sam Levinson, Sohn des bekannten US-Regisseurs Barry Levinson.
Sein drittes Studioalbum For now I am winter veröffentlichte Ólafur Arnalds 2013. Zum ersten Mal sind Lieder mit Gesang enthalten: Bei insgesamt vier der zwölf Songs ist Arnór Dan der isländischen Band Agent Fresco als Vokalist zu hören.
Ólafurs Cousine Ólöf Arnalds ist eine bekannte Sängerin und Songschreiberin.

## Diskographie (Auswahl)
Soloalben
- 2007: Eulogy for Evolution
- 2008: Variations of Static EP
- 2009: Found Songs EP
- 2010: ...and they have escaped the weight of darkness
- 2011: Living Room Songs
- 2012: Two Songs For Dance
- 2013: For Now I Am Winter
- 2016: Island Songs
- 2017: Eulogy for Evolution 2017
- 2018: Re:member
- 2020: Some Kind of Peace

Kollaborationen
- 2012: Stare EP (zusammen mit Nils Frahm)
- 2014: Kiasmos (zusammen mit Janus Rasmussen als „Kiasmos“)
- 2015: The Chopin Project (zusammen mit Alice Sara Ott)
- 2016: Trance Frendz (zusammen mit Nils Frahm)
- 2017: Blurred EP (zusammen mit Janus Rasmussen als „Kiasmos“)

Filmmusik
- 2009: Dyad 1909 (Tanzfilm)
- 2010: Jitters – Schmetterlinge im Bauch (Órói) (Regie: Baldvin Zophoníasson)
- 2010: Blinky TM (Kurzfilm, Regie: Ruairí Robinson)
- 2011: Another Happy Day (Regie: Sam Levinson)
- 2013–2015: Broadchurch (UK-Serie)
- 2014: Gimme Shelter (Regie: Ron Krauss)
- 2014: Straße der Hoffnung (Vonarstraeti) (Regie: Baldvin Zophoníasson)
- 2017: Broadchurch – The Final Chapter (UK-Serie)
- 2021: Die Ruhelosen (Les intranquilles)
- 2022: Beyond the Wall (شب، داخلی، دیوار Shab, Dakheli, Divar)
- 2022: Surface (US-Serie, Apple TV+)
- 2023: Ein Schweigen (Un silence)
- 2024: Death by Numbers (Dokumentar-Kurzfilm)